# Greer Garson
Greer Garson (London, 1904. szeptember 29. – Dallas, 1996. április 6.) Oscar-díjas és Golden Globe-díjas angol színésznő, a negyvenes évek népszerű filmcsillaga. Rekordját rajta kívül csak Bette Davis érte el: sorozatban ötször jelölték Oscarra 1941-ben, '42-ben, '43-ban, '44-ben és '45-ben. Igazán híressé a Mrs. Miniver című történelmi film tette, nevével szorosan összekapcsolódik.

## Élete

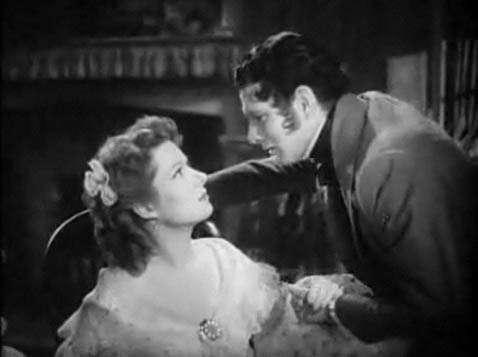
Büszkeség és balítélet, 1940 (Laurence Olivier-vel)

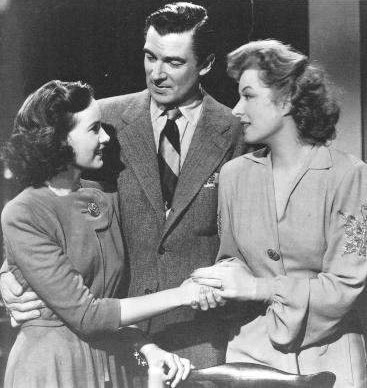
Mrs. Miniver: Walter Pidgeon, Teresa Wright és Greer Garson

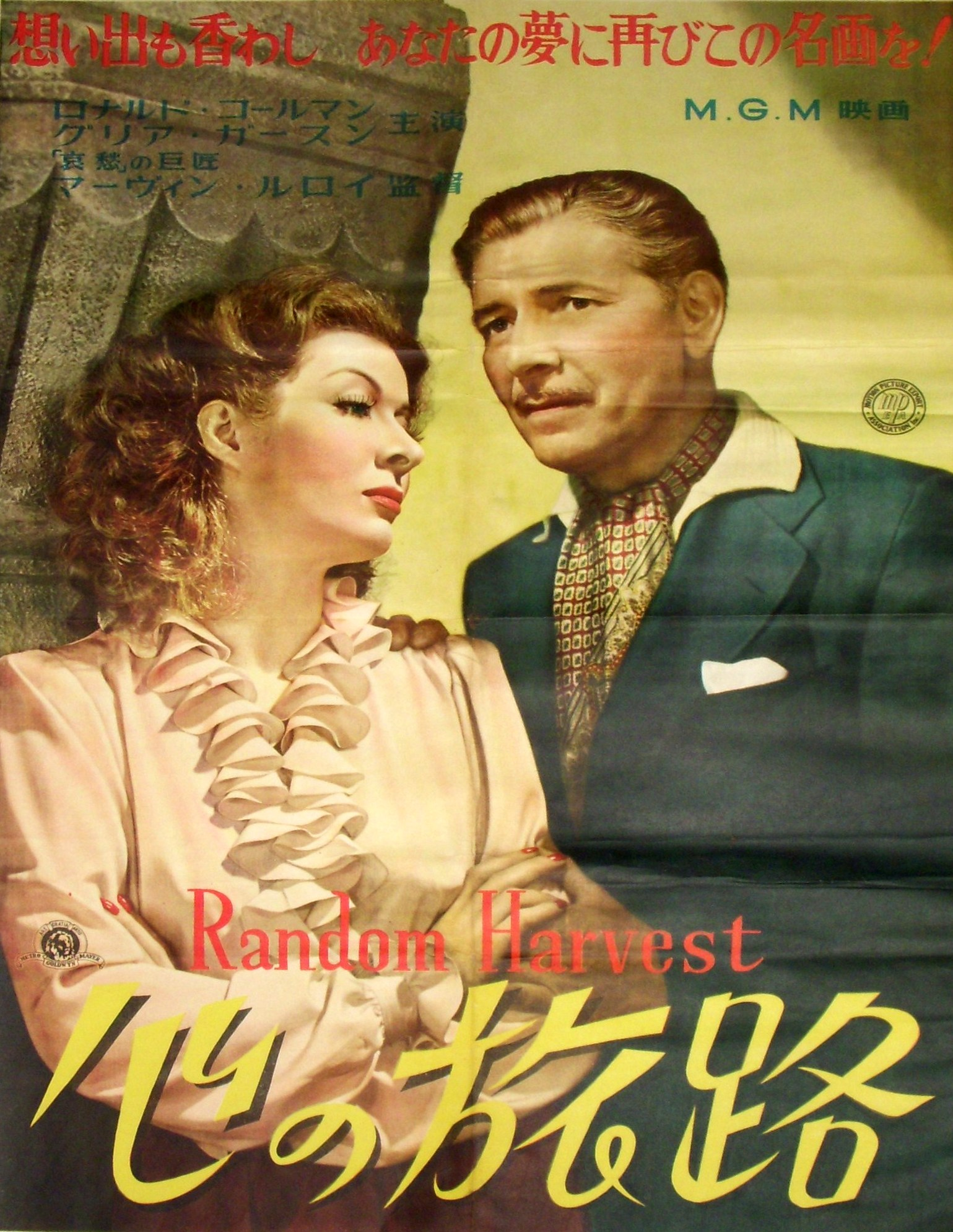
A Megtalált évek japán hirdetése

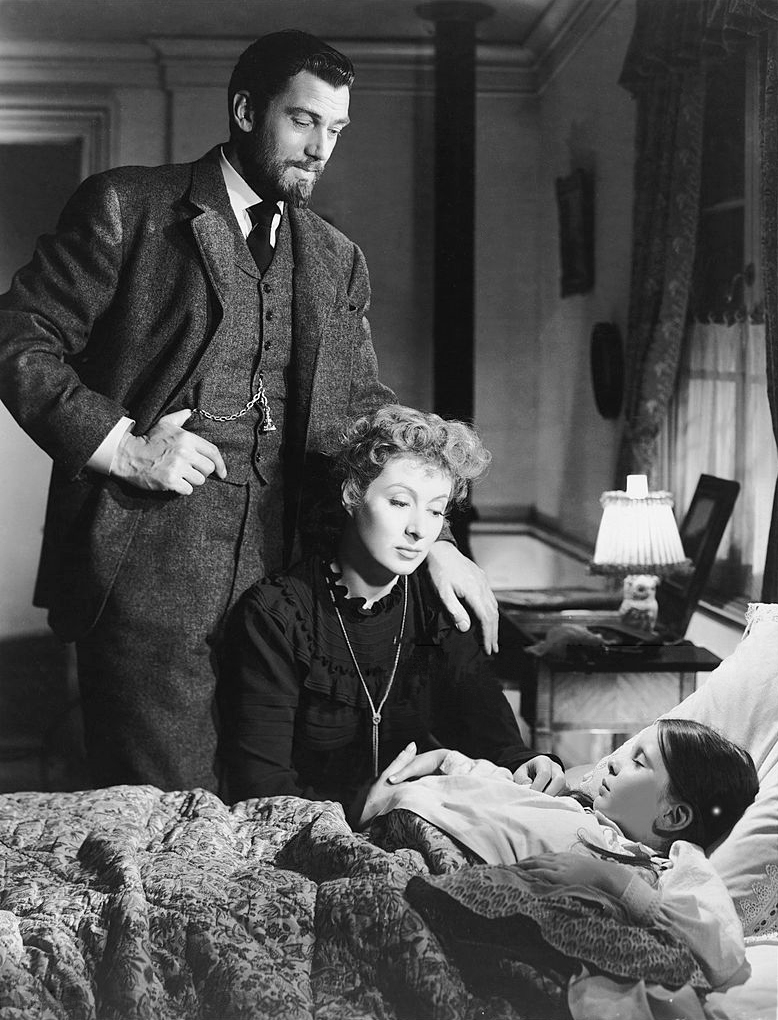
Garson, mint Marie Curie 1944-ben

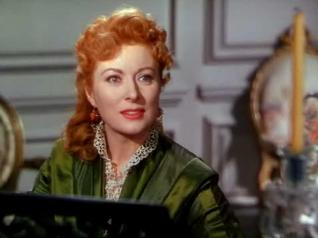
Garson Az a Forsyte nő című filmben

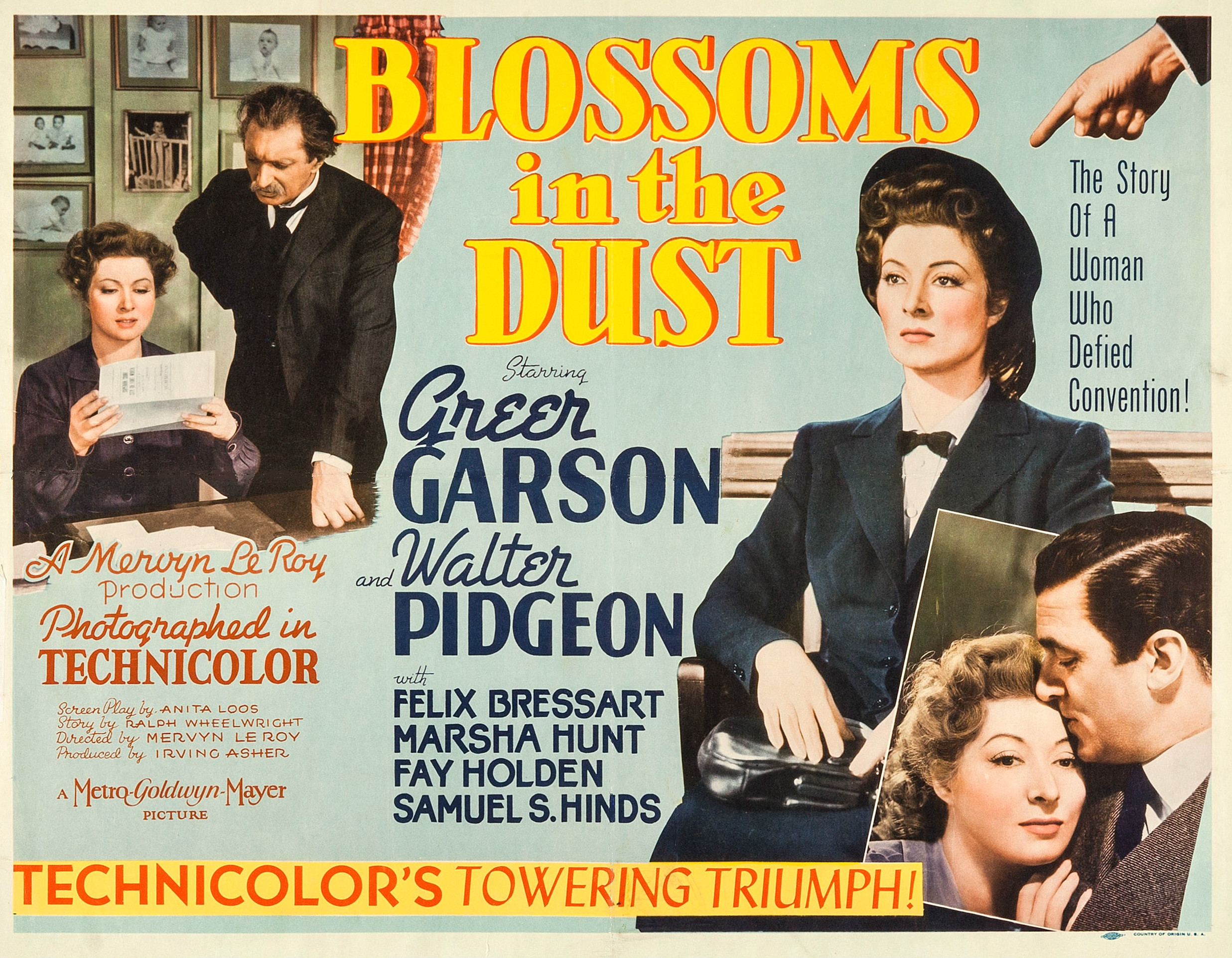
Virágok a porban filmposzter

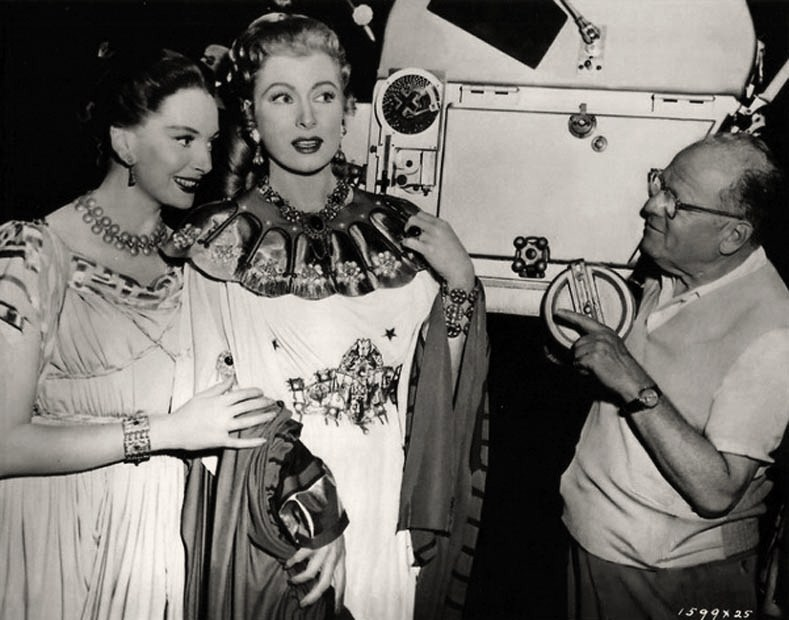
Garson (középen) és Deborah Kerr 1953-ban a Julius Caesar című filmben

### Fiatalkora
A közhiedelemmel ellentétben Garson nem Írországban született, hanem Londonban, 1904-ben. Édesapját, George Garsont, kétéves korában vesztette el. Édesanyja, Nina Greer Garson, ír származású asszony volt, a Greer név felmenői viselt nevének, a MacGregornak egy rövidítése volt. Garson beteges gyermek volt, a teleket általában otthon, az ágyban kellett töltenie, így Garson olvasással és művelődéssel töltötte ki szabadidejét. Iskoláit Londonban és Franciaországban végezte, tanári ambíciókkal készült a nagyvilágba. Színészi pályára akkor döntött, hogy lép, amikor lehetősége akadt, hogy részt vegyen helyi színdarabokban. Számos darabban szerepelt, de élete csak akkor ért fordulóponthoz, mikor a Metro-Goldwyn-Mayer tulajdonosa felfigyelt rá, és szerződést kínált neki. 
 1940-ben első hollywoodi szerepével az Isten vele, tanár úr!-ban rögtön Oscar-díjra jelölték, és a kritikusok is elismerően nyilatkoztak róla. A következő évben Jane Austen klasszikusában, a Büszkeség és balítéletben kapta meg Elizabeth főszerepét Laurence Olivier mellett.

### Mrs. Miniver
1942 volt az az év Garson életében, amely igazi hírnevet teremtett számára. A Virágok a porban sikere után kiválasztották Kay Miniver szerepére a Mrs. Miniver című filmben. Amerikában új rekord állt fel, amint a filmet játszani kezdték a mozikban – 4,8 millió dolláros bevételével igazi kasszasiker lett, és nem mellesleg tizenkét kategóriában is jelölték Oscar-díjra, amelynek felét meg is nyerte: egy volt közülük Greer Garson legjobb női főszereplőnek járó díja. Mikor Garson átvette jutalmát, öt és fél percen át beszédet tartott az Oscar-gálán, a valaha megélt leghosszabbat. (Pontosan ezért adnak ma is a díjazottaknak körülbelül egy percet arra, hogy kifejezzék gondolataikat, nehogy ez megismétlődhessen). Garson népszerűsége a filmmel hatalmasat ugrott, Kay Miniver, az erős asszony és brit édesanya figurája mintaként szolgált a második világháború alatt. 
 1943-ban a Nobel-díjas Marie Curie-ként volt látható a filmvásznon képernyőn, újabb Oscar-jelöléssel gazdagodva. 1944-ben Mrs. Parkington szerepe, 1945-ben a Valley of Decision nominálta Garsont Oscarra, mellyel olyan rekordot állított fel, amivel csak Bette Davis vette fel a versenyt: öt egymás követő évben is versenghetett az Oscar-díjért.

### Lezáruló karrier
Garson kései éveiben nem produkált nagy eredményeket a filmiparban. 1950-ben újra Kay Miniver bőrébe bújhatott a Miniver-történet erejéig. 1957-ben visszatért a színpadra, hogy a Mame nénivel (Auntie Mame) biztató eredményeket mutasson fel. Garson producerkedett is a hetvenes években, már csak vendégszereplőként tűnt fel a filmekben, tévésorozatokban, és gyerekeknek mesélt a tévében. Utolsó nagy filmjének az 1960-as Sunrise at Campobello-t tartják, amiben Eleanor Rooseveltet, a first ladyt játszotta, és kiérdemelte karrierjének utolsó Oscar-jelölését.

### Magánélete
Garson háromszor volt férjnél. Első férje gyerekkori barátja, Edward Snelson volt, azonban Snelson féltékeny férj volt. Hivatalosan 1943-ban váltak el, mikor Garson hozzáment Richard Neyhez, aki a Mrs. Miniverben Garson fiát alakította. Ney sokat küzdött azzal, hogy befuthasson színészként, és a törekvéseit árnyalták Garson sikerei. Harmadik házassága egy texasi olajmágnással, Buddy Fogelsonnal köttetett 1949-ben. A házaspár Új-Mexikóba vonult nyugdíjba, ahol lótenyésztéssel foglalkoztak, és jótékony feladatokat láttak el. A Santa Fe-i Főiskola cserébe a felajánlásokért könyvtárát Fogelson, saját színházát Garson után nevezte el, amely máig működik és rendszeresen ad otthont diákok által szervezett színdaraboknak. 
 Fogelsonnál 1982-ben Parkinson-kórt diagnosztizáltak, ezért Garson férjére összpontosított, és nem lépett többet színpadra sem. Fogelson halála után Garson folytatta jótékonysági munkáját. 1992-től szívproblémák merültek fel nála, 1996-ban hunyt el Dallasban.

## Filmográfia

### Színdarabjai a Broadwayen
- Mame néni (1958) (mint előadó)
- St. Mark's Gospel (1978) (producer)
- The Playboy of The Weekend World (1978)
- Az aranytó (1979)
- St. Mark's Gospel (1981)

### Filmek
| Év   | Cím                             | Szerep                     | Magyar hang                                       |
| ---- | ------------------------------- | -------------------------- | ------------------------------------------------- |
| 1937 | The School For Scandal          |                            | –                                                 |
| 1937 | How He Lied to Her Husband      |                            | –                                                 |
| 1939 | Isten vele, tanár úr!           | Katherine Chipping         |                                                   |
| 1939 | Remember?                       | Linda Bronson Holland      | –                                                 |
| 1940 | Büszkeség és balítélet          | Elizabeth Bennet           |                                                   |
| 1941 | Virágok a porban                | Edna Gladney               |                                                   |
| 1941 | When Ladies Meet                | Mrs. Claire Woodruff       | –                                                 |
| 1942 | Mrs. Miniver                    | Mrs. Kay Miniver           | Császári Angéla                                   |
| 1942 | Megtalált évek                  | Paula Ridgeway             |                                                   |
| 1943 | The Youngest Profession         | Önmaga                     | –                                                 |
| 1943 | Madame Curie                    | Marie Curie                | Váradi Hédi                                       |
| 1944 | Mrs. Parkington                 | Susie "Sparrow" Parkington |                                                   |
| 1945 | The Valley of Decision          | Mary Rafferty              | –                                                 |
| 1945 | Adventure                       | Emily Sears                | –                                                 |
| 1947 | Desire Me                       | Marise Aubert              | –                                                 |
| 1948 | Julia Misbehaves                | Julia Packett              | –                                                 |
| 1949 | Az a Forsyte nő                 | Irene Forsyte              |                                                   |
| 1950 | A Miniver-történet              | Mrs. Kay Miniver           |                                                   |
| 1951 | The Law and the Lady            | Jane Hoskins               | –                                                 |
| 1953 | Botrány Scourie-ban             | Mrs. Victoria McChesney    |                                                   |
| 1953 | Julius Caesar                   | Calpurnia                  | 1. változat Bánki Zsuzsa 2. változat Juhász Judit |
| 1954 | Her Twelve Men                  | Jan Stewart                | –                                                 |
| 1955 | Strange Lady in Town            | Dr. Julia Winslow Garth    | –                                                 |
| 1956 | The Little Foxes                | Regina Giddens             | –                                                 |
| 1960 | Captain Brassbound's Conversion | Lady Cicely Waynflete      | –                                                 |
| 1960 | Sunrise at Campobello           | Eleanor Roosevelt          | –                                                 |
| 1960 | Pepe                            | Önmaga                     | –                                                 |
| 1963 | Invincible Mr. Disraeli         | Mary Anne Disraeli         | –                                                 |
| 1966 | The Singing Nun                 | Prioress anya              | –                                                 |
| 1967 | A legboldogabb milliomos        | Mrs. Cordelia Biddle       |                                                   |
| 1968 | The Little Drummer Boy          | mesélő                     | –                                                 |
| 1974 | Crown Matrimonial               | Mária királynő             | –                                                 |
| 1976 | The Little Drummer Boy 2        | mesélő                     | –                                                 |

### Tévésorozatok
- 1937: Theatre Parade (3 epizód)
- 1955: Producers' Showcase (1 epizód)
- 1956: Star Stage (1 epizód)
- 1957: Telephone Time (1 epizód)
- 1957: Father Knows Best (1 epizód)
- 1956-60: General Electric Theatre (3 epizód)
- 1962: The DuPont Show of the Week (1 epizód)
- 1970: The Virginian (1 epizód)
- 1978: Little Woman (1 epizód)
- 1982: Szerelemhajó (3 epizód)

## Díjak és jelölések
Drama Desk Award
- 1979: legjobb új színdarab (jelölés) – On Golden Pond

Hollywood Walk of Fame
- 1960: csillag a Hírességek sétányán

Golden Globe-díj
- 1961: Legjobb női főszereplő – filmdráma: Sunrise at Campobello

National Board of Review, USA
- 1940: Legjobb színésznő – Büszkeség és balítélet
- 1942: Legjobb színésznő – Mrs. Miniver és Megtalált évek
- 1960: Legjobb színésznő – Sunrise at Campobello

New York Film Critics Circle Awards
- 1942: Legjobb női főszereplő: Mrs. Miniver – Második helyezett

Oscar-díj
- 1940: Legjobb női főszereplő (jelölés) – Isten vele, tanár úr!
- 1942: Legjobb női főszereplő (jelölés) – Virágok a porban
- 1943: Legjobb női főszereplő – Mrs. Miniver
- 1944: Legjobb női főszereplő (jelölés) – Madame Curie
- 1945: Legjobb női főszereplő (jelölés) – Mrs. Parkington
- 1946: Legjobb női főszereplő (jelölés) – The Valley of Decision
- 1961: Legjobb női főszereplő (jelölés) – Sunrise at Campobello

Photoplay Awards
- 1945: Legnépszerűbb női filmcsillag
- 1946: Legnépszerűbb női filmcsillag

## További információ
- Greer Garson a PORT.hu-n (magyarul)
- Greer Garson az Internetes Szinkronadatbázisban (magyarul)
- Greer Garson az Internet Movie Database-ben (angolul)
- Greer Garson a Rotten Tomatoeson (angolul)
- Greer Garson az AlloCiné weboldalán (franciául)
- Greer Garson Profile. Famousfix.com. (Hozzáférés: 2023. április 18.)
- Garson az Internet Broadway Database-en
- Garson a New York Timesban
- Hollywood's Golden Age
- Find A Grave
- A Santa Fe-i Főiskola és a Greer Garson Színház
- Greer Garson a Britannicában
- Greer Garson a Famous People-n